# Komunikacja perswazyjna
Komunikacja perswazyjna – szczególny rodzaj wysoko spersonalizowanej pośredniej komunikacji masowej prowadzonej za pośrednictwem mass-mediów, której zadaniem jest informacja o określonym aspekcie rzeczywistości w sposób zgodny z intencją nadawcy komunikatu. (jest zastrzeżenie co do poprawności tej definicji – zobacz dyskusję)
Komunikacja perswazyjna wykorzystuje niektóre teoretyczne modele psychologiczne:
- Behawioryzm
  - warunkowanie klasyczne (styczność, kojarzenie bodźców, spersonalizowany apel) – bodźcem jest obraz lub dźwięk
  - warunkowanie instrumentalne – prawo efektu – nagradzanie konsumenta za kupowanie produktu (promocje), wzmacnianie → realność nagrody, wygaszanie → konkurencja
- Psychoanaliza
  - zasada przyjemności – pokusa i minimalizacja imperatywu moralnego przez uleganie jej
  - konflikt id-superego – np. zakonnica lub ksiądz ulegający pokusie
- Kognitywizm
  - dysonans poznawczy – sprzeczność komunikatów powoduje dyskomfort, co wymaga racjonalizacji, a to powoduje wzmocnienie komunikatu (np. palę, bo lubię)
  - dawanie wzorców osobowych (niezależność, siła) w celu identyfikacji i internalizacji proponowanych wartości

## Dziedziny wykorzystujące komunikację perswazyjną
- marketing polityczny (propaganda)
- public relations
- reklama
- uwodzenie

## Przykłady komunikacji perswazyjnej
W życiu często spotykamy się z różnego rodzaju manipulacjami – trafnie opisuje to Jean Rigaux mówiąc, że istnieją trzy rodzaje kłamstwa: przepowiadanie pogody, statystyka i komunikat dyplomatyczny.

### Statystyka
Odpowiednie podanie danych statystycznych jest częstym przykładem manipulacji.
Zdanie „W kraju X produkcja traktorów wzrosła o 100%” może oznaczać zarówno fakt wzrostu produkcji z 500 do 1000 traktorów, jak i z 5 do 10.
Każdy przypadek należy analizować oddzielnie, w razie potrzeby odwołując się do różnych dziedzin wiedzy. Aby sprawdzić czy nagłówek w gazecie: „Odsetek nastoletnich palaczy ciągle wzrasta z 15% do 17% w 2005 roku” jest prawdą, należy sprawdzić tendencje wzrostową ciągu danych, sięgnąć do lat poprzednich, następnie przeanalizować je np. używając wykresów kontroli Waltera A. Shewharta.
Bez odpowiedniej analizy danych nie rozróżnimy danych kluczowych od szumu – w danym przypadku wzrost palaczy z 15% do 17% może być jedynie nieznaczącym statystycznie szumem.

## Manipulacje faktami
Każde wydarzenie można opisać używając różnych słów, telewizja czy radio nie zawsze informują o wszystkich faktach, a odpowiedni komentarz potrafi umniejszyć lub rozdmuchać zdarzenie. W niektórych mediach dużo uwagi poświęca się tzw. „islamskim terrorystom”. Informacje te nie są zrównoważone zdobyczami kulturowymi czy pozytywnymi sprawami dziejącymi się w krajach islamskich. Na skutek takich działań powstał stereotyp kojarzący się głównie z niebezpieczeństwem.
Często rozpoznanie sytuacji jest utrudnione. W statystyce wystarczyłoby wykorzystać jeden z wykresów kontroli i sprawdzić dane. Natomiast w przypadku manipulacji faktami należy dotrzeć do różnych źródeł informacji i przeanalizować ją z różnych stron, ponieważ kluczowe informacje potrafią pojawić się na 3-4 stronie gazety w formie sprostowania. W przypadku różnego rodzaju afer sytuacja wyjaśnia się dopiero po miesiącach czy latach w formie wyroku sądowego.
Jako przykład możemy rozpatrzyć artykuł w gazecie:
„Obalony prezes”. Prezes stoczni X po 10-letnim okresie panowania został odwołany, 70 z 75 uprawnionych głosowało za nieudzieleniem absolutorium. Jest to równoznaczne z wypowiedzeniem pracy. Prezes nie pojawił się już w stoczni, zastępcy przebywają urlopach zdrowotnych, będą pobierać pensje przez przynajmniej 3 miesiące, dodatkowo otrzymają odszkodowania, dodane są również wypowiedzi uprawnionych o arogancji czy podejrzeniach w sprawie matactw.
Interpretacja faktów jest bardzo negatywna, większość uprawnionych głosowała przeciwko prezesowi, zastępcy uciekli na zwolnienie, prezes na urlop. Bez dobrych źródeł nie możemy jednak jednoznacznie ocenić sytuacji. Możliwe iż jest to manipulacja prasowa. Dziennikarze świadomie lub nieświadomie mogą wprowadzać nas w błąd. Możemy jednak zauważyć luki w informacjach, możliwe iż spowodowane były brakiem czasu lub miejsca.
Warto przeanalizować powyższe doniesienie prasowe fakt po fakcie:
- Mamy informacje o arogancji, o matactwach, niestety brak konkretnych, popartych dowodami zarzutów. Brak również informacji o stanie finansowym stoczni. Możemy domniemywać, iż były już w stoczni kontrole finansowe a pewnie i inne, więc tym bardziej dziwi brak takiej informacji w artykule, chyba że kontrole wypadły pomyślnie a sytuacja finansowa jest dobra lub bardzo dobra. Możemy oczekiwać, iż nowe władze szybko wyjaśnią sytuacje i podadzą poprzedni zarząd do sądu.
- Aż 70 z 75 uprawnionych głosowało przeciwko prezesowi, brak jednak informacji ilu uprawnionych nie przyszło na głosowanie, ani dlaczego nie przyszli. Brak konkretnego zarzutu, dziwić może wyjątkowa solidarność głosujących, nie wiemy czy nie zaistniała prowokacja. Próby obalenia marszałków są na porządku dziennym w sejmie, mogą również zdarzyć się w stoczni czy w spółce. Prezes mógł zostać usunięty z powodów politycznych.
- Prezes poszedł na urlop – wygląda to na kolejny przykład arogancji, jednak są tu również podejrzenia o matactwo – będąc poza terenem stoczni prezes nie zostanie oskarżony o usuwanie dowodów winy, ten fakt może być aktem samoobrony.
- Zastępcy uciekli na zwolnienia lekarskie, w domyśle chcą zarobić dodatkową pensję. Brak tutaj szczegółów choroby, w razie wątpliwości zakład powinien zgłosić fakt do ZUS i sprawdzić chorobę. Zakładając iż inna grupa przejmowała władze, sytuacja w spółce mogła być od dłuższego czasu napięta, możliwe iż zarząd musiał reagować na wiele prowokacji, często pracując po nocach, a po takiej ocenie już z czystym sumieniem mogli pójść na zwolnienie. Jest to kolejny niewyjaśniony do końca fakt.
- Zarząd otrzyma odszkodowania. Odszkodowania są elementem wielu umów, nie jest to sytuacja wyjątkowa – można, ale nie trzeba było wspominać o tym fakcie, informacja o stanie finansowym spółki byłaby bardziej na miejscu.

Ten artykuł mógłby brzmieć zupełnie inaczej:
„Przejęcie władzy” – w stoczni X po 10-letnich rządach prezesa K, władze przejęła grupa pod przywództwem L. (L w atmosferze skandalu odszedł ze spółki C. – przyp. redakcji). Niestety z 300 uprawionych do głosowania przystąpiło jedynie 75 w tym 70 głosowało za nieudzieleniem absolutorium obecnemu zarządowi, nie udało nam się ustalić powodów takiej decyzji. W opinii pozostałych 5 osób jest to decyzja jedynie polityczna: „niestety nic nie mogliśmy zrobić, podejrzewamy przekupstwo”. Przypomnijmy, że obecny zarząd zlikwidował wszystkie długi stoczni, wprowadził system ISO 9001, przetrwał czasy kryzysu. Wszystkie dotychczasowe kontrole wypadły pomyślnie. Prezes przebywa obecnie na urlopie, zastępcy z objawami przepracowania i nerwicy na zwolnieniach chorobowych.
Te same fakty zyskują zupełnie inną interpretację: teraz zwykły czytelnik mógłby współczuć prezesowi, iż mimo wielu lat owocnej pracy władzę przejęły inne siły. Warto przeczytać historie tego typu reportaży, czy pojawiły się konkretne zarzuty, czy postawiono kogoś przed sądem, może to była tylko manipulacja.